# Джон Блаха
Джон Елмер Блаха (на английски: John Elmer Blaha) е американски военен пилот и астронавт на НАСА, ветеран от пет космически полета и дълговременен престой на космическата станция Мир.

## Образование
Джон Е. Блаха е завършил елитния колеж Granby High School в Норфолк, Вирджиния през 1960 г. Получава бакалавърска степен по инженерство от Академията на USAF, Колорадо Спрингс, Колорадо през 1965 г. През 1966 г. става магистър по аерокосмическо инженерство в университета Пардю, Индиана.

## Военна кариера
Джон Блаха започва кариерата си на пилот през 1967 г. в авиобазата Уилямс, Аризона. Взима най-активно участие във Виетнамската война. Извършва 361 бойни полета на самолети F-4, F-102, F-106 и A-37. През 1971 г. завършва школа за тест пилоти в авиобазата Едуардс, Калифорния. През 1973 г. е изпратен на разменни начала в Британските кралски ВВС (на английски: Royal Air Force или RAF) като експериментален тест пилот. През 1976 г. завършва Генералщабния колеж на USAF (на английски: Air Command and Staff College) в Монтгомъри, Алабама. След дипломирането си е назначен на генералска длъжност в Пентагона. Не успява да стане бригаден генерал, защото е избран за астронавт от НАСА. В кариерата си на пилот има повече от 7000 полетни часа на 34 различни типа самолети.

## Служба в НАСА
Джон Елмер Блаха е избран за астронавт от НАСА на 29 май 1980 г., Астронавтска група №9. Той е ветеран от пет космически полета.

### Полети
| Космически полети на Джон Елмер Блаха               | Космически полети на Джон Елмер Блаха | Космически полети на Джон Елмер Блаха | Космически полети на Джон Елмер Блаха | Космически полети на Джон Елмер Блаха | Космически полети на Джон Елмер Блаха   | Космически полети на Джон Елмер Блаха |
| №                                                   | Дата                                  | КК                                    | Емблема на мисията                    | Функции                               | Продължителност                         |                                       |
| --------------------------------------------------- | ------------------------------------- | ------------------------------------- | ------------------------------------- | ------------------------------------- | --------------------------------------- | ------------------------------------- |
| 1                                                   | 13 март 1989                          | „Дискавъри“, мисия STS-29             |                                       | Пилот                                 | 4 денонощия 23 часа 38 мин. 52 сек.     |                                       |
| 2                                                   | 23 ноември 1989                       | „Дискавъри“, мисия STS-33             |                                       | Пилот                                 | 5 денонощия 00 часа 06 мин. 46 сек.     |                                       |
| 3                                                   | 2 август 1991                         | „Атлантис“, мисия STS-43              |                                       | Командир                              | 8 денонощия 21 часа 21 мин. 25 сек.     |                                       |
| 4                                                   | 18 октомври 1993                      | „Колумбия“, мисия STS-58              |                                       | Командир                              | 14 денонощия 00 часа 12 мин. 32 сек.    |                                       |
| 5                                                   | 16 септември 1996                     | „Атлантис“, мисия STS-79              |                                       | Специалист на мисията                 | Експедиция до космическата станция Мир. |                                       |
|                                                     | 22 януари 1997                        | „Атлантис“, мисия STS-81              |                                       | Специалист на мисията                 | Приземяване с екипажа на мисия STS-81.  |                                       |
| Сумарно време в космоса – 161 дни 02 часа 45 минути |                                       |                                       |                                       |                                       |                                         |                                       |

- Джон Блаха е от малкото астронавти, извършили два космически полета в рамките на една календарна година.

## Награди
- Орден на Дружбата (Русия);
- Медал за похвална служба;
- Медал за отлична служба;
- Легион за заслуги с дъбови листа;
- Летателен кръст за заслуги с три дъбови листа (2);
- Летателен кръст за заслуги на RAF;
- Медал за похвална служба (3);
- Въздушен медал с дъбови листа (18);
- Медал за похвала на USAF;
- Медал за национална отбрана;
- Медал за участие във Витнамската война;
- Кръст за храброст;
- Медал на НАСА за участие в космически полет (5).
- Медал на НАСА за отлична служба (2);
- Медал на НАСА за изключително лидерство;
- Медал на НАСА за изключителни заслуги.

Астронавт на годината (1991).
През май 2008 г. Джон Блаха е приет в Залата на Славата.